# Kudu (architektura)

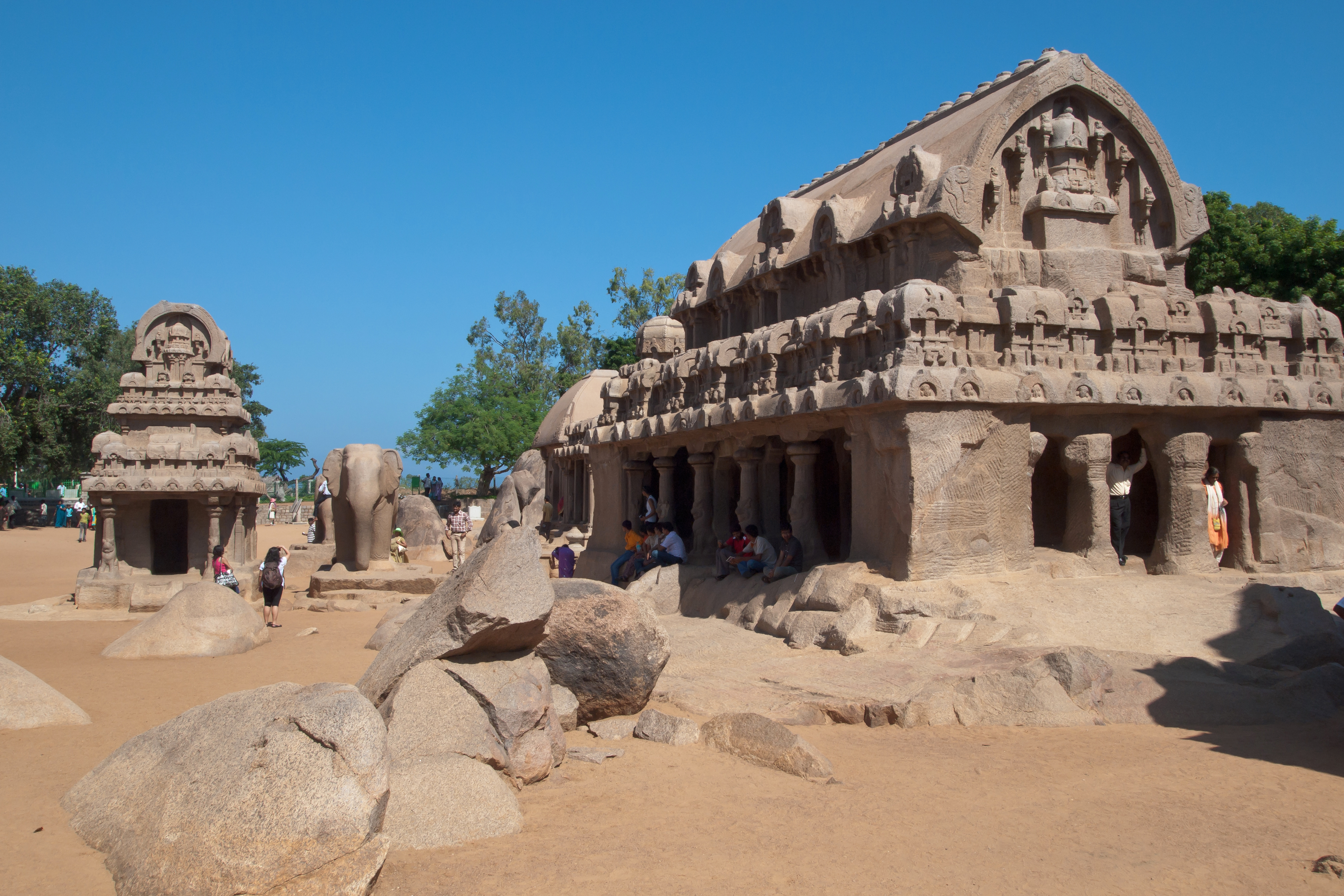
Motyw łuku kudu w świątyni w Mahabalipuram

Kudu (łuk indyjski, w języku angielskim również chaitya arch lub chaitya window) – to element zdobniczy charakterystyczny dla architektury indyjskiej wywodzący się od kształtu okna, przybiera formę łuku podkowiastego. Nazwa kudu pochodzi z języka tamilskiego, w sanskrycie nosi nazwę gawaksza (dosłownie „krowie oko”). Charakterystyczne jest, że w jego podłuczu bardzo często są umieszczane rzeźby figuralne przedstawiające wierzenia religijne danej społeczności. Motyw kudu występuje również poza Indiami, np. jest dość częsty w sztuce khmerskiej w Kambodży.
Łuk kudu był szczególnie popularny jako forma portalu starożytnych ćajtji buddyjskich wykuwanych w skale np. w Adżancie, Karli itd. Poza tym najczęściej jako motyw występuje na ścianach świątyń. 
Kudu, jako jeden z głównych ozdobnych motywów, znajdował zastosowanie w architekturze dynastii Guptów.
W architekturze południowoindyjskiej pojawia się na gzymsach i okapach.